# Liwr

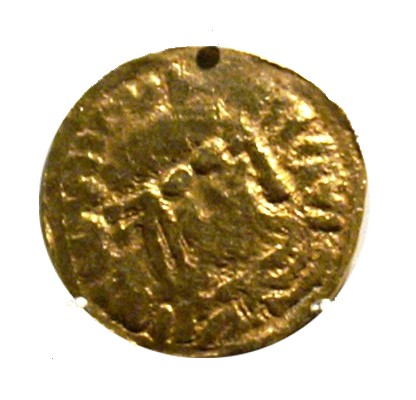
Solid karoliński

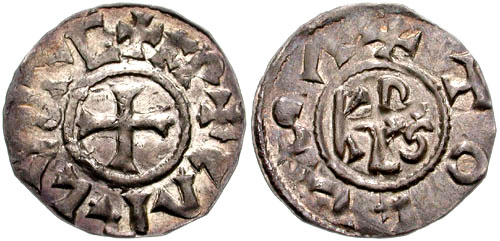
Denar Karola Wielkiego

Liwr (fr. livre) – francuska monetarna jednostka obrachunkowa do 1795 r. W XVII i XVIII w. również moneta.

## Jednostka obrachunkowa
Przeprowadzona przez Karola Wielkiego ok. 794 r. reforma monetarna wprowadziła system obrachunkowy, którego podstawą był karoliński funt (la livre – od rzymskiej libry) równy 1,25 libry (funta rzymskiego), czyli mający 409,31 g. Funt dzielił się na 20 solidów. Z funta czystego srebra (w praktyce o próbie {\displaystyle {\tfrac {22{,}5}{24}}}) bito 240 denarów, czyli denar ważył 1,705 g. Szybko nastąpiła dewaluacja denara poprzez wybijanie coraz większej liczby monet z funta srebra coraz gorszej próby. W czasach Hugona Kapeta (987–996) denar miał już masę tylko 1,53 g przy próbie {\displaystyle {\tfrac {10}{12}}.} Wartość pieniądza przestała mieć związek z jednostkami wagowymi, jakimi były funt (liwr) i solid, a one same stały się jednostkami w standardzie obrachunkowym
liwr (funt) = 20 solidów (soli, sou)
solid = 12 denarów, czyli
liwr = 240 denarów
służącym do wartościowania pieniędzy, który we Francji przetrwał do 1795 r.

## Moneta
Moneta francuska używana w XVII i XVIII w.
Zestawienie jednostek monetarnych:
1 ludwik = 8 talarów
1 talar = 3 liwry
1 liwr = 20 sou